# UGC 6945
UGC 6945 = Arp 194 ist ein wechselwirkendes Galaxienpaar im Sternbild Großer Bär. UGC 6945 ist etwa 466 Millionen Lichtjahre von der Milchstraße entfernt. Halton Arp hat seinen Katalog ungewöhnlicher Galaxien nach rein morphologischen Kriterien in Gruppen eingeteilt. Diese Galaxie gehört zur Klasse der Galaxien mit vom Kern ausgeschleuderter Materie.